# Самољица
Самољица је насеље у Србији у општини Бујановац у Пчињском округу. Према попису из 2022. било је 1027 становника.
Самољица је старо село поред пута Бујановац – Прешево. У XV и XVI столећу постојала су два насеља: Горња и Доња Самољица. Године 1519. У Горњој Смољици је било 15 хришћанских породица. У Доњој Смољици су биле само две. Насеље Смољица чине следеће махале: Доња мала, Горња мала (или Трновска мала), Кобринска мала и Шемширска мала. У XVI веку Самољица је записана и као Самојлица и Самолница. Обилик Самојлица могао је да постане од антропонима Самојле (Самојло). Назив становника је Самољчанин, становнице Самољчанке, а ктетик је самољачки (самољички).

## Демографија
У насељу Самољица живи 547 пунолетних становника, а просечна старост становништва износи 28,0 година (27,5 код мушкараца и 28,5 код жена). У насељу има 171 домаћинство, а просечан број чланова по домаћинству је 5,22.
Ово насеље је великим делом насељено Албанцима (према попису из 2002. године).
|  |

| Демографија | Демографија | Демографија |
| Година      | Становника  | Становника  |
| ----------- | ----------- | ----------- |
| 1948.       | 599         |             |
| 1953.       | 673         |             |
| 1961.       | 748         |             |
| 1971.       | 925         |             |
| 1981.       | 952         |             |
| 1991.       | 847         | 735         |
| 2002.       | 893         | 1.390       |
| 2022.       | 1.027       |             |

| Етнички састав према попису из 2002.‍ | Етнички састав према попису из 2002.‍ | Етнички састав према попису из 2002.‍ | Етнички састав према попису из 2002.‍ | Етнички састав према попису из 2002.‍ |
| ------------------------------------ | ------------------------------------ | ------------------------------------ | ------------------------------------ | ------------------------------------ |
|                                      |                                      |                                      |                                      |                                      |
| Албанци                              | Албанци                              |                                      | 876                                  | 98,09%                               |
| Срби                                 | Срби                                 |                                      | 12                                   | 1,34%                                |
| Бошњаци                              | Бошњаци                              |                                      | 1                                    | 0,11%                                |
| непознато                            | непознато                            |                                      | 4                                    | 0,44%                                |

| Година пописа     | 1948. | 1953. | 1961. | 1971. | 1981. | 1991. | 2002. |
| ----------------- | ----- | ----- | ----- | ----- | ----- | ----- | ----- |
| Број домаћинстава | 96    | 97    | 105   | 130   | 128   | 139   | 171   |

| Број чланова      | 1 | 2  | 3  | 4  | 5  | 6  | 7  | 8  | 9 | 10 и више | Просек |
| ----------------- | - | -- | -- | -- | -- | -- | -- | -- | - | --------- | ------ |
| Број домаћинстава | 7 | 17 | 12 | 32 | 30 | 32 | 17 | 13 | 3 | 8         | 5,22   |

| Пол    | Укупно | Неожењен/Неудата | Ожењен/Удата | Удовац/Удовица | Разведен/Разведена | Непознато |
| ------ | ------ | ---------------- | ------------ | -------------- | ------------------ | --------- |
| Мушки  | 292    | 76               | 203          | 10             | 0                  | 3         |
| Женски | 294    | 46               | 218          | 27             | 1                  | 2         |
| УКУПНО | 586    | 122              | 421          | 37             | 1                  | 5         |

| Пол    | Укупно                    | Пољопривреда, лов и шумарство | Рибарство                            | Вађење руде и камена | Прерађивачка индустрија       |
| ------ | ------------------------- | ----------------------------- | ------------------------------------ | -------------------- | ----------------------------- |
| Мушки  | 166                       | 115                           | 0                                    | 0                    | 8                             |
| Женски | 85                        | 77                            | 0                                    | 0                    | 0                             |
| УКУПНО | 251                       | 192                           | 0                                    | 0                    | 8                             |
| Пол    | Производња и снабдевање   | Грађевинарство                | Трговина                             | Хотели и ресторани   | Саобраћај, складиштење и везе |
| Мушки  | 0                         | 5                             | 3                                    | 0                    | 9                             |
| Женски | 0                         | 0                             | 0                                    | 0                    | 0                             |
| УКУПНО | 0                         | 5                             | 3                                    | 0                    | 9                             |
| Пол    | Финансијско посредовање   | Некретнине                    | Државна управа и одбрана             | Образовање           | Здравствени и социјални рад   |
| Мушки  | 1                         | 0                             | 3                                    | 5                    | 0                             |
| Женски | 0                         | 0                             | 0                                    | 1                    | 0                             |
| УКУПНО | 1                         | 0                             | 3                                    | 6                    | 0                             |
| Пол    | Остале услужне активности | Приватна домаћинства          | Екстериторијалне организације и тела | Непознато            | Непознато                     |
| Мушки  | 0                         | 0                             | 1                                    | 16                   | 16                            |
| Женски | 0                         | 0                             | 0                                    | 7                    | 7                             |
| УКУПНО | 0                         | 0                             | 1                                    | 23                   | 23                            |